# مرخصی
مرخصی قانون کار بعضی کشورها مشخصا مرخصی استحقاقی غایب بودن با مجوز از کار از محل کار است، کار فرما معمولاً در قرارداد کاری آن‌ها را از قبول کرده‌است. معمولاً ۱۰۰٪ مزد یا ۸۰٪ یا ۷۵٪ یا درصد زیاد از حقوق روز عادی را پرداخت می‌کند.
مرخصی انواع متفاوت مثل مرخصی اجباری، مرخصی سالانه، مرخصی زایمان یا مرخصی والدین، مرخصی استعلاجی، مرخصی حقوق نصف، مرخصی تحصیلی، و غیره دارد.

## قانون ایران
طبق قانون تأمین اجتماعی مرخصی جزو سابقه بیمه بازنشستگی اداره تأمین اجتماعی حساب می‌شود.
مرخصی زایمان و زایمان کارگران زن جمعاً ۹۰ روز است.
ماده ۶۲- روز جمعه، روز تعطیل هفتگی کارگران با استفاده از مزد می‌باشد.

## انواع
انواع مرخصی:
- مرخصی قاعدگی
- مرخصی زایمان
- مرخصی سالانه
- مرخصی استعلاجی
- مرخصی استحقاقی